# شیمی آلی آهن

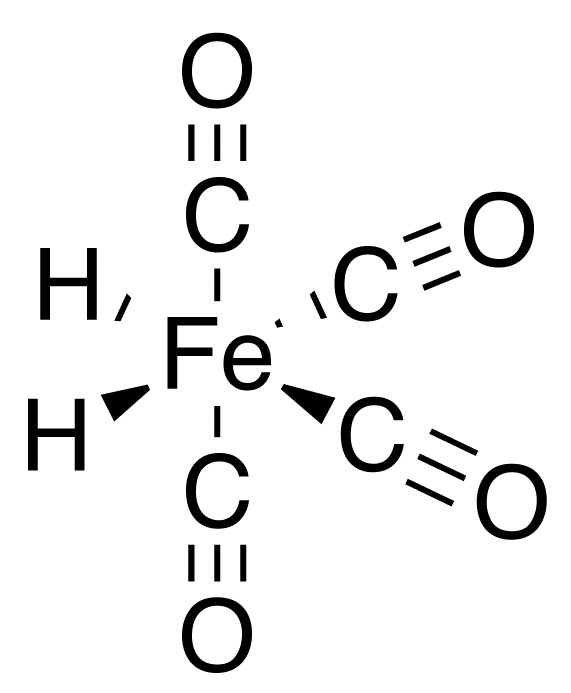
شیمی آلی آهن

شیمی آلی آهن(به انگلیسی: Organoiron chemistry) شاخه ای از علم شیمی آلی فلزی است که به بررسی ترکیبات شامل پیوند شیمیایی کربن با آهن می‌پردازد. ترکیبات آلی آهن به عنوان واکنشگر در سنتز ترکیبات آلی به کار می‌روند. ترکیباتی از قبیل پنتاکربونیل آهن، دی آیرون نوناکربونیل، دی‌سدیم تتراکربونیل‌فرات از این دسته هستند.